# Babolsar
Babolsar (pers. بابلسر, Bābolsar) – miasto w północnym Iranie, w ostanie Mazandaran, położone na wybrzeżu Morza Kaspijskiego, nad rzeką Babol.
W 2011 roku miejscowość liczyła 50 477 mieszkańców; dla porównania, w 2006 było ich 50 032, a w 1996 – 38 644.